# Musca valens
Musca valens är en tvåvingeart som först beskrevs av Harris 1780.  Musca valens ingår i släktet Musca och familjen köttflugor. Inga underarter finns listade i Catalogue of Life.